# Lijst van voetbalinterlands Bolivia - Japan
Deze lijst van voetbalinterlands is een overzicht van alle officiële voetbalwedstrijden tussen de nationale teams van Bolivia en Japan. De landen speelden tot op heden drie keer tegen elkaar. De eerste ontmoeting, een groepswedstrijd tijdens de Copa América 1999, werd gespeeld in Pedro Juan Caballero (Paraguay) op 5 juli 1999. Het laatste duel, een vriendschappelijke wedstrijd, vond plaats op 26 maart 2019 in Kobe.

## Wedstrijden
| № | Plaats               | Datum         | Competitie        | Wedstrijd       | Uitslag |
| - | -------------------- | ------------- | ----------------- | --------------- | ------- |
| 1 | Pedro Juan Caballero | 5 juli 1999   | Copa América 1999 | Japan – Bolivia | 1 – 1   |
| 2 | Yokohama             | 18 juni 2000  | Vriendschappelijk | Japan – Bolivia | 2 – 0   |
| 3 | Kobe                 | 26 maart 2019 | Vriendschappelijk | Japan – Bolivia | 1 – 0   |

## Samenvatting
| Competitie        | Totaal gespeeld | Winst Bolivia | Gelijk | Winst Japan | Doelsaldo Bolivia – Japan |
| ----------------- | --------------- | ------------- | ------ | ----------- | ------------------------- |
| Copa América      | 1               | 0             | 1      | 0           | 1 – 1                     |
| Vriendschappelijk | 2               | 0             | 0      | 2           | 0 – 3                     |
| Totaal            | 3               | 0             | 1      | 2           | 1 – 4                     |

Wedstrijden bepaald door strafschoppen worden, in lijn met de FIFA, als een gelijkspel gerekend.

## Details

### Eerste ontmoeting
| Copa América (Pedro Juan Caballero, Paraguay, 5 juli 1999): |              | |
| Bolivia | 1 – 1        | Japan |
| Erwin Sánchez 52' | goals        | 75' (pen.) Wagner Lopes |
| Héctor Veira | bondscoach   | Philippe Troussier |
| José Carlos Fernández Renny Ribera 87' Juan Manuel Peña Óscar Sánchez Iván Castillo 75' Luis Cristaldo Rubén Tufiño Erwin Sánchez Limberg Gutiérrez Víctor Hugo Antelo Jaime Moreno 46' | opstellingen | Seigo Narazaki Ryuzo Morioka Masami Ihara Yutaka Akita Toshihiro Hattori 64' Toshiya Fujita Shigeyoshi Mochizuki 70' Hiroshi Nanami Teruyoshi Ito Wagner Lopes 63' Masayuki Okano |
| Gustavo Quinteros 46' Marco Etcheverry 75' Fernando Ochoaizpur 87' | wissels      | 63' Shoji Jo 64' Daisuke Oku 70' Atsuhiro Miura |
| Juan Manuel Peña 72' Limberg Gutiérrez 81' | gele kaarten | 74' Ryuzo Morioka |
| Óscar Sánchez 44' | rode kaarten | ??', 82' Masami Ihara |

### Tweede ontmoeting
| Vriendschappelijk (Yokohama, Japan, 18 juni 2000): |              | |
| Japan | 2 – 0        | Bolivia |
| Atsushi Yanagisawa 73' Atsushi Yanagisawa 34' | goals        | |
| Philippe Troussier | bondscoach   | Carlos Aragonés |
| Seigo Narazaki Ryuzo Morioka Naoki Matsuda 46' Koji Nakata Junichi Inamoto Atsuhiro Miura 87' Shigeyoshi Mochizuki Daisuke Oku Shunsuke Nakamura 28' Atsushi Yanagisawa 79' Akinori Nishizawa 46' | opstellingen | José Carlos Fernández Renny Ribera Luis Camacho Ronald Arana Ricardo Torrico Richard Rojas Raúl Gutiérrez 46' Raúl Justiniano Ángel Paraba 87' Tomás Gutiérrez 46' Óscar Sánchez |
| Hiroaki Morishima 28' Tsuneyasu Miyamoto 46' Naohiro Takahara 46' Tatsuhiko Kubo 79' Yuji Nakazawa 87'                                                                                            | wissels      | 46' Sergio Castillo 46' Limberg Gutiérrez 87' Wálter Añez |
| Naoki Matsuda 15' Daisuke Oku 69' | gele kaarten | 67' Richard Rojas 73' Tomás Gutiérrez |

FBF · A-internationals · Selecties · Bondscoaches · Statistieken · Boliviaans vrouwenelftal · Olympisch elftal · Bolivia U21 · Bolivia U20 · Bolivia U19 · Bolivia U18 · Bolivia U17
1926–1949 · 
1950–1959 · 
1960–1969 · 
1970–1979 · 
1980–1989 · 
1990–1999 · 
2000–2009 · 
2010–2019 ·
2020−2029
CC 1999
WK 1930 · 
WK 1950 · 
WK 1994
1926 · 
1927 · 
1927 · 1928 · 1929 · 
1930 · 
1931 · 1932 · 1933 · 1934 · 1935 · 1936 · 1937 · 
1938 · 
1939 · 1940 · 1941 · 1942 · 1943 · 1944 · 
1945 · 
1946 · 
1947 · 
1948 · 
1949 · 
1950 · 
1951 · 1952 · 
1953 · 
1954 · 1955 · 1956 · 
1957 · 
1958 · 
1959 · 
1960 · 
1961 · 
1962 · 
1963 · 
1964 · 
1965 · 
1966 · 
1967 · 
1968 · 
1969 · 
1970 · 
1971 · 
1972 · 
1973 · 
1974 · 
1975 · 
1976 · 
1977 · 
1978 · 
1979 · 
1980 · 
1981 · 
1982 · 
1983 · 
1984 · 
1985 · 
1986 · 
1987 · 
1988 · 
1989 · 
1990 · 
1991 · 
1992 · 
1993 · 
1994 · 
1995 · 
1996 · 
1997 · 
1998 · 
1999 · 
2000 · 
2001 · 
2002 · 
2003 · 
2004 · 
2005 · 
2006 · 
2007 · 
2008 · 
2009 · 
2010 ·
2011 · 
2012 · 
2013 · 
2014 · 
2015 · 
2016 ·
2017 ·
2018 ·
2019 ·
2020 ·
2021 ·
2022 ·
2023 ·
2024
Algerije ·
Andorra ·
Argentinië ·
Brazilië ·
Bulgarije · 
Chili ·
Colombia ·
Costa Rica ·
Cuba ·
Curaçao ·
DDR ·
Duitsland ·
Ecuador ·
Egypte ·
El Salvador ·
Finland ·
Frankrijk ·
Griekenland ·
Guatemala ·
Guyana ·
Haïti ·
Honduras ·
Hongarije ·
Ierland ·
IJsland ·
Irak ·
Iran ·
Jamaica ·
Japan ·
Joegoslavië ·
Kameroen ·
Letland ·
Mexico ·
Myanmar ·
Nicaragua ·
Noord-Korea ·
Oezbekistan ·
Panama ·
Paraguay ·
Peru ·
Polen ·
Portugal ·
Roemenië ·
Rusland ·
Saoedi-Arabië ·
Senegal ·
Servië ·
Slowakije ·
Spanje ·
Trinidad en Tobago ·
Tsjecho-Slowakije ·
Uruguay ·
Venezuela ·
Verenigde Arabische Emiraten ·
Verenigde Staten ·
Zuid-Afrika ·
Zuid-Korea ·
Zwitserland
JFA · A-Internationals · Selecties · Bondscoaches · Statistieken · Olympisch elftal · Japans vrouwenelftal · Japan U21 · Japan U20 · Japan U19 · Japan U18 · Japan U17
1910 – 1949 · 
1950 – 1959 · 
1960 – 1969 · 
1970 – 1979 · 
1980 – 1989 · 
1990 – 1999 · 
2000 – 2009 · 
2010 – 2019 · 
2020 – 2029
CC 1995 · 
CC 2001 · 
CC 2003 · 
CC 2005
WK 1998 · 
WK 2002 · 
WK 2006 · 
WK 2010 · 
WK 2014 · 
WK 2018
OS 1936 · 
OS 1956 ·
OS 1964 · 
OS 1968 · 
OS 1996 ·
OS 2000 ·
OS 2004 ·
OS 2008 ·
OS 2012 ·
OS 2016 ·
OS 2020
1917 · 
1918 · 1919 · 
1921 · 
1922 · 
1923 · 
1924 · 
1925 · 
1926 · 
1927 · 
1928 · 1929 · 
1930 · 
1931 · 1932 · 1933 · 
1934 · 
1935 · 
1936 · 
1937 · 1938 · 
1939 · 
1940 · 
1941 · 
1942 · 
1943 – 1950 · 
1951 · 
1952 · 1953 · 
1954 · 
1955 · 
1956 · 
1957 · 
1958 · 
1959 · 
1960 · 
1961 · 
1962 · 
1963 · 
1964 · 
1965 · 
1966 · 
1967 · 
1968 · 
1969 · 
1970 · 
1971 · 
1972 · 
1973 · 
1974 · 
1975 · 
1976 · 
1977 · 
1978 · 
1979 · 
1980 · 
1981 · 
1982 · 
1983 · 
1984 · 
1985 · 
1986 · 
1987 · 
1988 · 
1989 · 
1990 · 
1991 · 
1992 · 
1993 · 
1994 · 
1995 · 
1996 · 
1997 · 
1998 · 
1999 · 
2000 · 
2001 · 
2002 · 
2003 · 
2004 · 
2005 · 
2006 · 
2007 · 
2008 · 
2009 · 
2010 · 
2011 · 
2012 · 
2013 · 
2014 · 
2015 ·
2016 ·
2017 ·
2018 ·
2019 ·
2020 ·
2021 ·
2022
Afghanistan ·
Angola ·
Argentinië ·
Australië ·
Azerbeidzjan · 
Bahrein ·
Bangladesh ·
België ·
Bolivia ·
Bosnië en Herzegovina ·
Brazilië ·
Brunei ·
Bulgarije ·
Cambodja ·
Canada ·
Chili ·
China ·
Colombia ·
Costa Rica ·
Cyprus ·
Denemarken ·
Duitsland ·
Ecuador ·
Egypte ·
El Salvador ·
Engeland ·
Filipijnen ·
Finland ·
Frankrijk ·
Ghana ·
Griekenland ·
Guatemala ·
Haïti ·
Honduras ·
Hongarije ·
Hongkong ·
IJsland ·
India ·
Indonesië ·
Irak ·
Iran ·
Israël ·
Italië ·
Ivoorkust ·
Jamaica ·
Jemen ·
Joegoslavië ·
Jordanië ·
Kameroen ·
Kazachstan ·
Kirgizië ·
Koeweit ·
Kroatië ·
Letland ·
Luxemburg ·
Macau ·
Maleisië ·
Mali ·
Malta ·
Mexico ·
Mongolië ·
Montenegro ·
Myanmar ·
Nederland ·
Nepal ·
Nieuw-Zeeland ·
Nigeria ·
Noord-Korea ·
Noorwegen ·
Oekraïne ·
Oezbekistan ·
Oman ·
Oostenrijk ·
Pakistan ·
Palestina ·
Panama ·
Paraguay ·
Peru ·
Polen ·
Qatar ·
Roemenië ·
Rusland ·
Saoedi-Arabië ·
Schotland ·
Senegal ·
Servië ·
Servië en Montenegro ·
Singapore ·
Slowakije ·
Sovjet-Unie ·
Spanje ·
Sri Lanka ·
Syrië ·
Tadzjikistan ·
Taiwan ·
Thailand ·
Togo ·
Trinidad en Tobago ·
Tsjechië ·
Tunesië ·
Turkije ·
Turkmenistan ·
Uruguay ·
Venezuela ·
Verenigde Arabische Emiraten ·
Verenigde Staten ·
Vietnam ·
Wales ·
Wit-Rusland ·
Zambia ·
Zuid-Afrika ·
Zuid-Jemen ·
Zuid-Korea ·
Zuid-Vietnam ·
Zweden ·
Zwitserland
Australië (2006) · 
Brazilië (2006) · 
België (2018) · 
Colombia (2014) · 
Colombia (2018) ·
Denemarken (2010) ·
Duitsland (2022) · 
Frankrijk (2001) · 
Griekenland (2014) · 
Ivoorkust (2014) · 
Kameroen (2010) · 
Kroatië (2006) · 
Nederland (2010) ·
Polen (2018) ·
Senegal (2018) ·
Spanje (2022)